# Boules en pierre gravées
Les boules en pierre gravées sont des pétrosphères décorées qui ont été façonnées du Néolithique, à partir d'environ 3500 av. J.-C., jusqu'à peut-être l'Âge du fer, et que l'on trouve principalement en Écosse, mais aussi ailleurs en Grande-Bretagne et en Irlande.

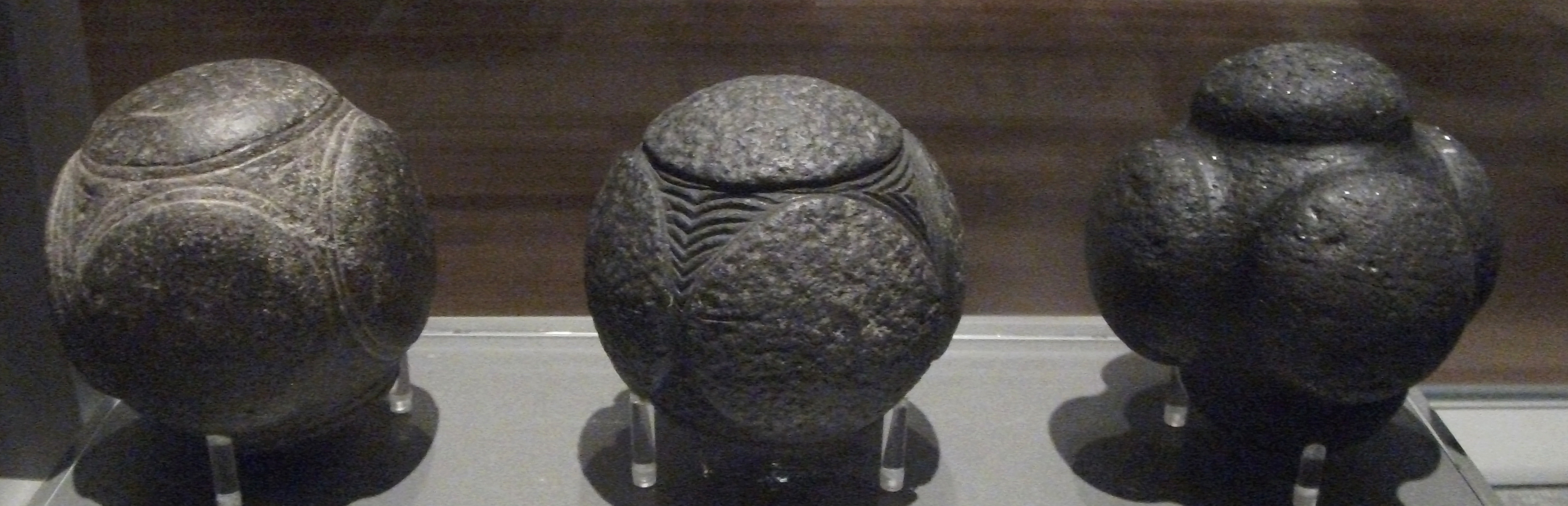
Boules en pierre gravées conservées au Kelvingrove Art Gallery and Museum.

## Description
Les boules gravées sont généralement rondes (rarement ovales) et de taille assez uniforme : environ 7 cm de diamètre, avec 3 à 160 « boutons » (mais plus souvent 6) à leur surface. Celle-ci va de l'absence de décoration (à l'exception des boutons) à des motifs gravés étendus et très variés.

## Inventaire
En 2015, plus de 425 boules gravées avaient été répertoriées, dont plus de 40 % ont été trouvées dans l'Aberdeenshire, en Écosse. Une collection de plus de 30 boules gravées provenant d'Écosse, d'Irlande et du Nord de l'Angleterre est conservée par le British Museum, à Londres.

## Interprétation
De nombreuses théories ont été émises pour expliquer leur utilisation ou leur signification, sans qu'aucune ne soit largement acceptée.